# Liste der Kulturdenkmäler in Herren-Sulzbach
In der Liste der Kulturdenkmäler in Herren-Sulzbach sind alle Kulturdenkmäler der rheinland-pfälzischen Ortsgemeinde Herren-Sulzbach aufgeführt. Grundlage ist die Denkmalliste des Landes Rheinland-Pfalz (Stand: 6. September 2022).

## Einzeldenkmäler
| Bezeichnung              | Lage                | Baujahr | Beschreibung | Bild            |
| ------------------------ | ------------------- | ------- | --- | --------------- |
| Evangelische Pfarrkirche | Hauptstraße 21 Lage | um 1075 | Glockenturm, um 1075, Saalbau mit Krüppelwalmdach, wohl aus dem 16. Jahrhundert, Umbau 1714/15; Ausstattung, Stumm-Orgel von 1820/22 | Fotos hochladen |
| Schulhaus                | Hauptstraße 22 Lage | 1849    | ehemalige Schule; fünfachsiger sandsteingegliederter Putzbau, 1849, Aufstockung um 1890; ortsbildprägend                             | Fotos hochladen |